# Kleiner Pohlsee
Der Kleine Pohlsee ist ein See im Kreis Rendsburg-Eckernförde im deutschen Bundesland Schleswig-Holstein nördlich der Ortschaft Langwedel und des Pohlsees. Der See ist ca. 6,0 ha groß.